# برزو (زاوه)
برزو روستایی در دهستان صفائیه بخش مرکزی شهرستان زاوه استان خراسان رضوی ایران است. بر پایه سرشماری عمومی نفوس و مسکن در سال ۱۳۹۰ جمعیت این روستا ۷۲۴ نفر (در ۱۸۴ خانوار) بوده است.